# Gagrella orientalis
Gagrella orientalis is een hooiwagen uit de familie Sclerosomatidae.